# Fort Horse Sand
Fort Horse Sand is een zeefort gebouwd als resultaat van een militair onderzoek in 1859. Het fort is een van de vier forten gebouwd ter verdediging van Portsmouth tegen aanvallen vanuit zee. Na het vervallen van de militaire functie in 1957 is het diverse malen van eigenaar veranderd, maar is er in feite weinig mee gebeurd.

## Bouw en bewapening
De vier gepantserde forten in de Solent zijn ontworpen door kapitein EH Stewart, hij stond onder toezicht van de assistent-inspecteur-generaal van Fortificaties, kolonel WFD Jervois. Het viertal had tot doel de Solent de verdedigen tegen aanvallen vanuit zee. Southampton en Portsmouth, de belangrijke militaire haven, werden met deze forten ook beschermd. Het fort ligt op zo'n 3,6 kilometer ten zuidoosten van Southsea Castle in Portsmouth. Fort Horse Sand en Fort No Man's Land zijn de twee grootste forten van de vier. Ze waren de eerste lijn van verdediging tegen aanvallen met vijandelijke schepen.
Het fort is gebouwd op een zandbank met dezelfde naam en is zeer goed vergelijkbaar met het fort op de naburige zandbank No Man's Land. De bouw van deze forten vond plaats in de jaren zestig van de 19e eeuw en in maart 1880 kwam dit fort gereed. De bouwkosten waren £ 424.694.
Het fort heeft een diameter van 70,4 meter (231 voet) aan de basis en loopt naar boven iets naar binnen. Aan de bovenkant is de diameter nog zo'n 205 voet. De onderste funderingsmuren van het fort zijn 18 meter (59 voet) dik. De basis van het fort bestaat uit een dikke ring van betonblokken, het centrale deel is opgevuld met klei en grint en de buitenkant werd het afgewerkt met granietblokken. Deze basis werd aan de bovenkant afgedicht met een dikke laag beton waarop de rest van het fort rust. Er is een put geslagen voor de drinkwatervoorziening. Onderin is een kelder voor de opslag van munitie en andere voorraden.
Er zijn twee verdieping waar de kanonnen stonden opgesteld. Aan de kwetsbare zeezijde zorgden zware pantserplaten voor de bescherming. Aan de achterzijde was er een dikke muur van natuursteen en hier was ook de toegang tot het fort. De eerste plannen gingen uit van 25 kanonnen op de onderste galerij en de verdieping erboven nog eens 25. Op het dak stonden nog 10 extra kanonnen waarmee het totaal uitkwam op 59 stuks. Hier stond ook een licht voor de scheepvaart. In de jaren erna zijn de kanonnen gemoderniseerd en is het fort nog aangepast aan de eisen des tijds. In 1891 kwamen er een aantal zesponder snelvuurkanonnen die meer geschikt waren tegen aanvallen met kleinere vaartuigen. In 1909 werd een barrière van betonblokken aangelegd tussen het fort en de kust bij Southend om zo de zeeweg te blokkeren voor torpedoboten. In de Tweede Wereldoorlog kwam er een flexibele barrière tussen dit fort en Fort No Man's Land met een installatie om schepen te detecteren.

## Demobilisatie
In 1957 had het leger geen functie meer voor het fort, zes jaar eerder waren de kanonnen al verwijderd. In 1967 werd het fort een monument. Het duurde tot 1993 voor het fort werd verkocht voor £ 80.000 aan het Portsmouth Naval Base Heritage Fund. Plannen om het te ontwikkelen liepen op niets uit en in 2002 werd het te koop aangeboden. In 2012 nam de eigenaar van Fort Spitbank het over om er een museum van te maken. Ook dit plan leidde tot niets en het fort kwam in 2016 weer in de verkoop.

## Fotogalerij

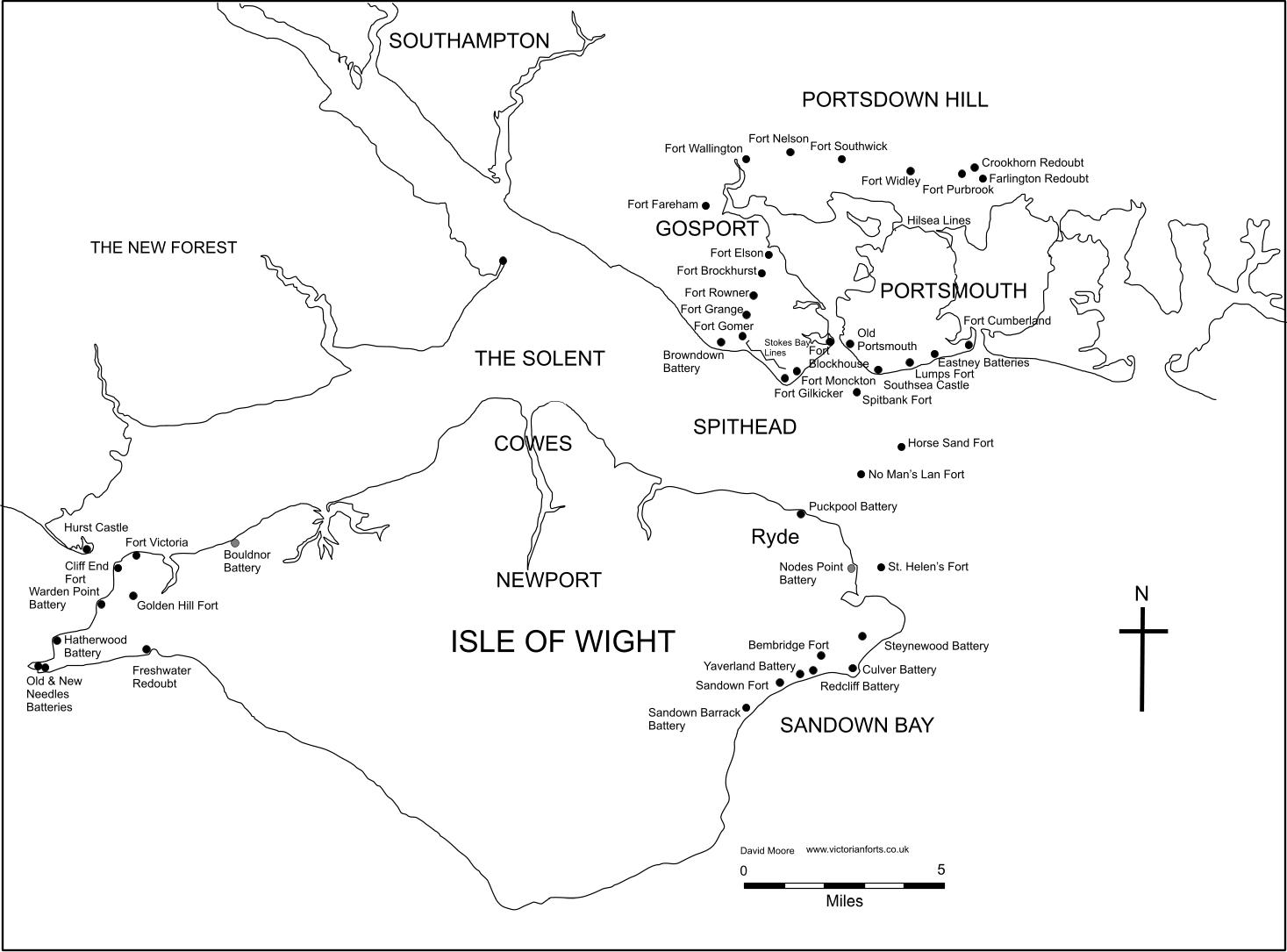
Kaart met forten om Portsmouth
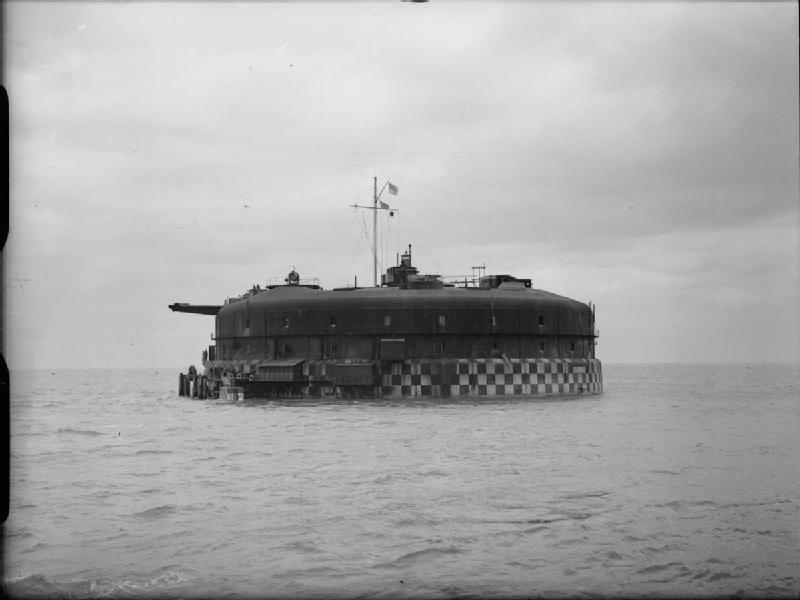
Fort Horse Sand tijdens de Tweede Wereldoorlog
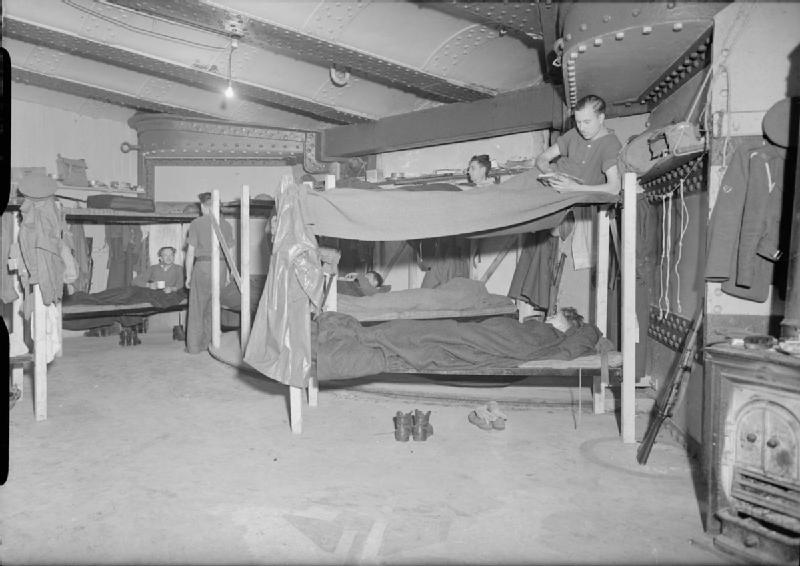
Soldatenvertrek in een oude kazemat
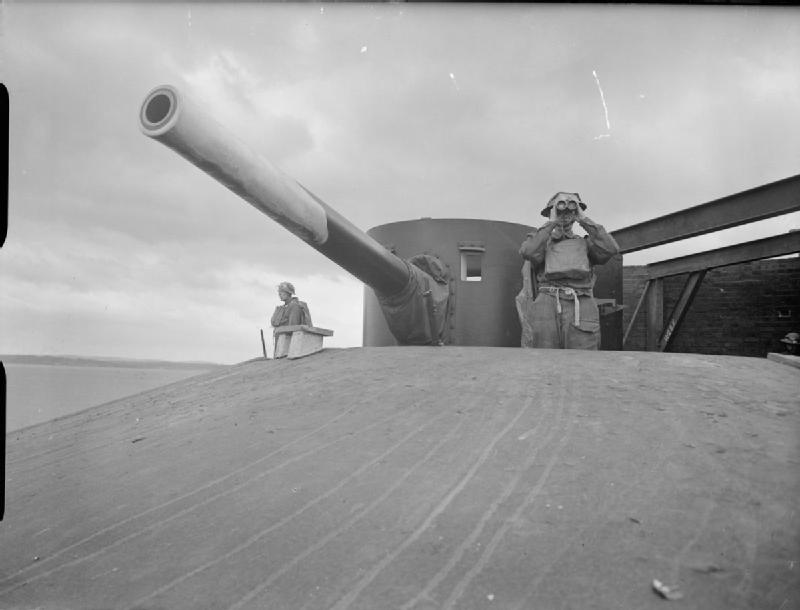
6 inch kanon op het dak van het fort